# Günter Hapke

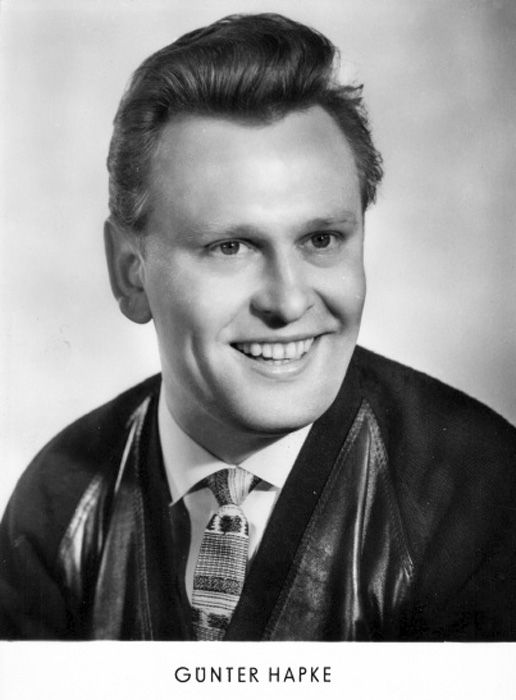
Günter Hapke

Günter Hapke (* 10. Oktober 1931 in Neukieritzsch, Amtshauptmannschaft Borna; † 30. Januar 2021 in Schleusingen, Landkreis Hildburghausen, Thüringen) war ein deutscher Schlagersänger.

## Leben
Günter Hapke begann als Achtjähriger Geige zu spielen. Er lernte auch Trompete und Klavier. Im Jahr 1950 gründete der Saxophonist Gerhard Stein aus Geithain eine Tanzkapelle, das Tanzorchester Melodie, in dem Günter Hapke nach seinem Abitur mitspielte. Hier stand er am Bass und wurde der Sänger der Kapelle. Während dieser „Stein“-Zeit nahm er bei der Leipziger Sängerin Käthe Brinkmann, der Mutter von Frank Schöbel, vier Jahre Gesangsunterricht.
1960 hörte ihn Heinz Quermann und vermittelte ihn zu Probeaufnahmen ins Amiga-Studio. Noch im gleichen Jahr erschien seine erste Aufnahme Was für ein Tag. In rascher Folge kamen weitere Titel hinzu. Seine größten Erfolge hatte er mit den Coverversionen des Peter-Alexander-Titels Badewannentango und des Songs Hello Mary Lou von Jan und Kjeld. Er hatte Auftritte in allen bekannten Schlagersendungen des DDR-Fernsehens.
1967 schloss er sich der Benny-Baré-Show an. Mit ihr tourte er 22 Jahre durch das In- und Ausland. Nach 1990 zog er sich aus dem Showgeschäft zurück und lebte mit seiner Ehefrau Ruth, die er 1955 geheiratet hatte, in seiner Neukieritzscher Wohnung. 2018 zogen beide nach Thüringen in eine kleinere Wohnung. Günter Hapke verstarb mit 89 Jahren in Schleusingen.

## Diskografie (Auswahl)
(alles Amiga, Single, mono)
- 1961: So wie ein Bim-Bam-Bumerang / Was für ein Tag
- 1961: Hello Mary-Lou / Ich will nur deine Liebe
- 1961: Cara-Caramel Chocolat / Ich wär so gern dein Kavalier
- 1962: Für Gaby tu` ich alles / Komm` mit...[3]
- 1962: Badewannen-Tango / Das kann doch keine Fata Morgana sein
- 1965: Pack deine sieben Sachen ein / Ein bißchen mehr mußt du mich schon lieben